# Abild Sogn
 For alternative betydninger, se Abild (flertydig). (Se også artikler, som begynder med Abild)
Abild Sogn er et sogn i Tønder Provsti (Ribe Stift).
Abild Sogn hørte til Tønder, Højer og Lø Herred i Tønder Amt. Abild sognekommune blev ved kommunalreformen i 1970 indlemmet i Tønder Kommune.
I Abild Sogn ligger Abild Kirke.
I sognet findes følgende autoriserede stednavne:
- Abild (bebyggelse, ejerlav)
- Abild Mark (bebyggelse)
- Brodersgård (bebyggelse)
- Brodersgård Mark (bebyggelse)
- Høgslund (bebyggelse, ejerlav)
- Høgslund Mark (bebyggelse)
- Kongsbjerg (bebyggelse)
- Kongsbjerg Mark (bebyggelse)
- Nørhus (bebyggelse)
- Nørre Abild (bebyggelse)
- Sølsted (bebyggelse, ejerlav)
- Sønder Vennemose (bebyggelse)
- Travsted (bebyggelse)
- Tyvse (bebyggelse, ejerlav)
- Tyvse Mark (bebyggelse)
- Vennemose (bebyggelse, ejerlav)
- Vennemose Mark (bebyggelse)
- Vestermark (bebyggelse)

## Afstemningsresultat
Folkeafstemningen ved Genforeningen i 1920 gav i Abild Sogn 402 stemmer for Danmark, 219 for Tyskland. Af vælgerne var 85 tilrejst fra Danmark, 55 fra Tyskland. 